# Minor Planet Circulars
Les Minor Planet Circulars (en abrégé MPC), aussi connues comme Minor Planets and Comets, sont une revue périodique d'astronomie publiée, pour le compte de l'Union astronomique internationale (IAU), par le Centre des planètes mineures (abréviation anglaise : MPC) depuis sa création, en 1947, et paraissant chaque mois, généralement le jour de la pleine lune. 111 804 circulaires ont été émises en date du 25 septembre 2018, sachant qu'une publication à une date donnée peut compter à elle seule plusieurs centaines de circulaires (une circulaire étant une page unique).
Depuis le 16 octobre 1997, les MPC sont complétées par les Minor Planet Circulars Supplements (MPS). Depuis le 23 mai 2000, il existe aussi des Minor Planet Circulars Orbit Supplements (MPO).
Elles ne doivent pas être confondues avec les Minor Planet Electronic Circulars (MPEC).